# Белленгем
Белленгем (фр. Bellinghem) — муніципалітет у Франції, у регіоні О-де-Франс, департамент Па-де-Кале. Белленгем утворено 1-9-2016 шляхом злиття муніципалітетів Ербель i Енгем. Адміністративним центром муніципалітету є Ербель. Населення — 1087 осіб (01.01.2021).